# محمد بن عبد الله البرزالي
 أبو عبد الله محمد بن عبد الله بن إسحاق البرزالي (413/414 - 434 هـ/1023 - 1042م) هو ثاني حكام طائفة قرمونة في الأندلس، خلال عصر ملوك الطوائف. حكم مدينة قرمونة والقرى المحيطة بها، مثل إستجة ومرشانة، وتحالف لفترةٍ مع أبي القاسم محمد بن عبَّاد أمير إشبيلية، إلا إنَّهما تخاصما واقتتلا لاحقاً. توفي عام 434 هـ (1042م)، وورث الحكم عنه ابنه إسحاق.

## سيرته
خلف محمد بن عبد الله البرزالي على حكم طائفة قرمونة عام 414 هـ. أظهر محمد بن عبد الله مهارته في إدارة قرمونة حين تولى، فنظم جيشه وعدل بين رعيته، فبايعته إستجة وأشونة والمُدوّر. وفي عام 421 هـ، حرص البرزالي في بداية حكمه على التحالف مع أبو القاسم بن عباد حاكم إشبيلية ليتقي مطامع جيرانه من بني حمود حكام مالقة. فشارك مع ابن عباد في حملته للاستيلاء على باجة التي تنافس عليها مع بني الأفطس حكام بطليوس، ولمَّا سمع عبد الله بن الأفطس حاكم بطليوس بالأمر سارع بإرسال ابنه المظفر إلى باجة، فاستولى عليها قبل وصول البرزالي وابن عباد، وعندما جاء أبو القاسم ووجد ذلك. ضرب الحصار على باجة، ونجح بعد معركةٍ شديدة في الاستيلاء عليها. وقد وصف المؤرخ ابن حيان القرطبي محمد البرزالي بأن لعب دورًا بارزًا في تحريض عبَّاد على خوض هذه الحروب، وأنه عاث فساداً خلالها بالقرى والمدن الأندلسية التي غزاها، ويصفه بأنه كان «قطب رحى الفتنة» فيها.
وفي عام 426 هـ، سار يحيى المعتلي بالله صاحب مالقة إلى قرمونة، واستولى عليها، فلجأ البرزالي إلى حليفه ابن عباد الذي بعث بقوات مع ولده إسماعيل، قاتلت المعتلي بالله في معركة قتل فيها يحيى، في المحرم 427 هـ، ليستعيد البرزالي عرش قرمونة. وفي عام 430 هـ، هاجم ابن عباد إستجة فجأة، وانتزعها من البرزالي، ثم استولى على قرمونة نفسها، فاستغاث البرزالي بزعماء البربر، فتحرك باديس بن حبوس صاحب غرناطة وإدريس المتأيد بالله صاحب مالقة لنجدته، ووقعت معركة في المحرم 431 هـ، انتهت بانتصار البربر ومقتل إسماعيل بن عباد، واستردّ البرزالي قرمونة. قُتِلَ محمد البرزالي في عام 434 هـ، على إثر كمينٍ نصبه له المعتضد بن عباد حاكم إشبيلية، وخلفه في حكم قرمونة ابنه إسحاق.